# Astronesthes zharovi
Astronesthes zharovi es una especie de pez de la familia Stomiidae en el orden de los Stomiiformes.

## Morfología
• Las hembras pueden llegar alcanzar los 11 cm de longitud total.

## Hábitat
Es un pez de mar y de aguas profundas que vive entre 580-600 m de profundidad.

## Distribución geográfica
Se encuentra en el  Atlántico: al este del Golfo de México (27 ° N, 86 ° W) y el sur de Angola (17 ° S, 10 ° E).